# Dallas McCarver
Dallas Lee McCarver (* 9. April 1991 in Henderson, Tennessee; † 22. August 2017 in Delray Beach, Florida) war ein US-amerikanischer Bodybuilder.

## Leben
McCarver kam als Sohn von Joel Lynn McCarver und dessen Ehefrau Penny Moore (geb. Antcliffe) zur Welt und hatte eine Schwester. Im Alter von 21 Jahren begann er mit seiner Bodybuilderkarriere. Zu seinen Erfolgen zählen unter anderem Siege im Jahr 2011 bei den NPC Battle at the River Championships und dem Hub City Classic, 2012 der Gesamtsieg bei den IFBB North American Championships, 2016 der 8. Platz bei Mr. Olympia sowie 2017 zwei zweite Plätze beim IFBB Arnold Classic-Ohio und dem IFBB New Zealand Pro.
Er war mit der Wrestlerin Dana Brooke liiert und starb im Alter von 26 Jahren an Herzversagen infolge langfristiger Verabreichung von Steroiden und nicht-steroidalen Hormonen. Sein Grab befindet sich auf dem Independence Cemetery in Poplar Springs, Henderson County, Tennessee.